# Engenharia de software

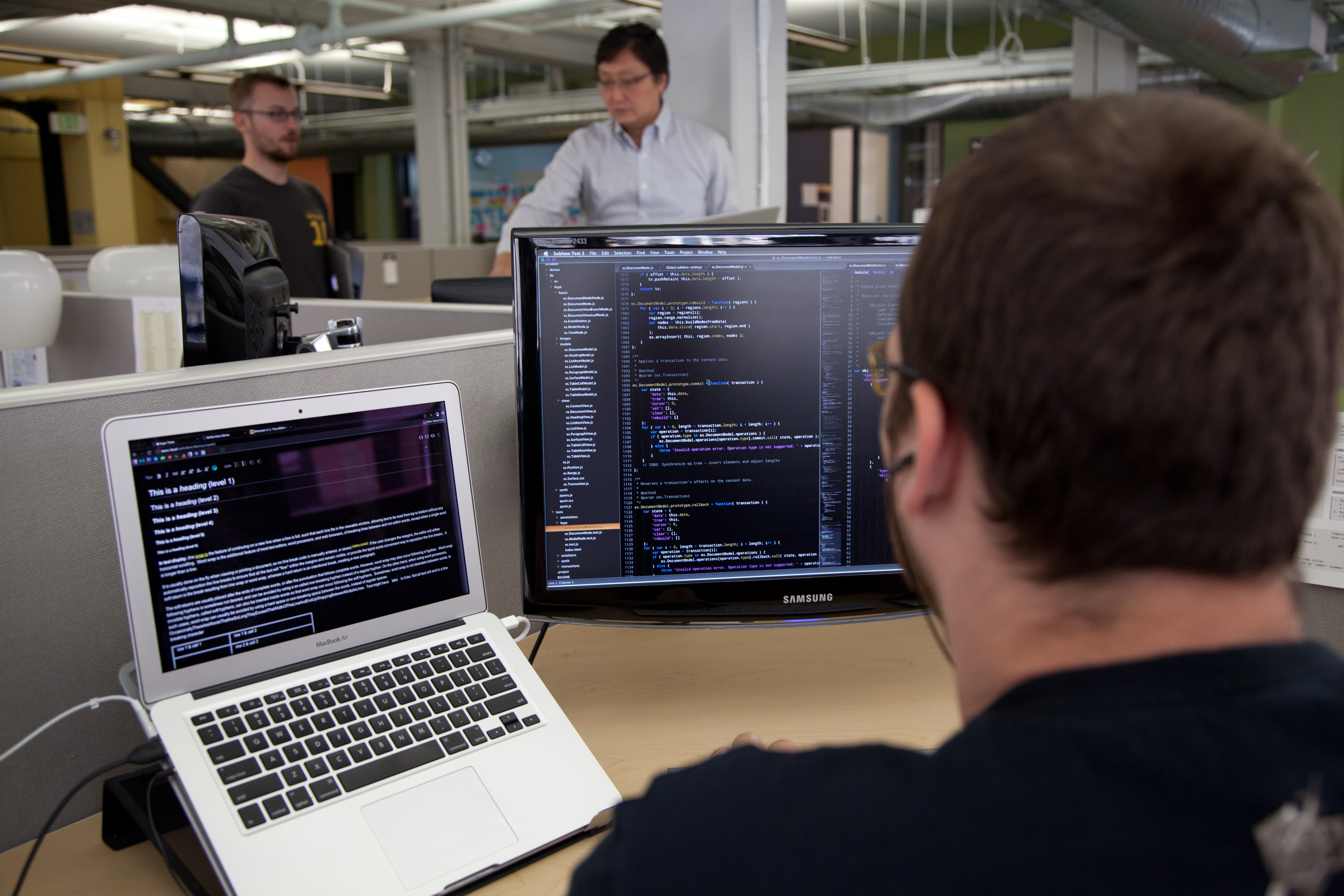
A engenharia de software é a área responsável pelo estabelecimento de técnicas e práticas para o desenvolvimento de software cobrindo uma ampla área de aplicações e diferentes tipos de dispositivos.

Engenharia de software é uma área interdisciplinar de conhecimento, que agrega ciências exatas e humanas, e.g., engenharia e administração. A área rege o processo produtivo de sistemas baseados em rotinas computacionais, chamado processo de software, que por sua vez inclui especificação, desenvolvimento, manutenção e criação de software. Tais atividades podem ser realizadas com a aplicação de tecnologias e práticas de gerência de projetos e outras disciplinas, visando organização, produtividade e qualidade. Atualmente, essas tecnologias e práticas englobam linguagens de programação, banco de dados, ferramentas, plataformas, bibliotecas, padrões de projeto de software, processo de software e qualidade de software.
Os fundamentos científicos para a engenharia de software envolvem o uso de modelos abstratos e precisos que permitem ao engenheiro especificar, projetar, implementar e manter sistemas de software, avaliando e garantindo suas qualidades. A área que estuda e avalia os processos de engenharia de software, propondo a evolução dos processos, ferramentas e métodos de suporte a engenharia de software é a Engenharia de Software Experimental.
O termo foi criado na década de 1960 e utilizado oficialmente em 1968 na NATO Science Committee. Sua criação surgiu numa tentativa de contornar a crise do software e dar um tratamento de engenharia (mais sistemático, controlado e de qualidade mensurável) ao desenvolvimento de sistemas de software complexos. Um sistema de software complexo se caracteriza por um conjunto de componentes abstratos de software (estruturas de dados e algoritmos) encapsulados na forma de algoritmos, funções, módulos, objetos ou agentes interconectados, compondo a arquitetura do software, que deverão ser executados em sistemas computacionais.
Friedrich Ludwig Bauer definiu-a como: Engenharia de Software é a criação e a utilização de sólidos princípios de engenharia a fim de obter software de maneira econômica, que seja confiável e que trabalhe em máquinas reais". Margaret Hamilton é creditada por ter criado o termo "engenharia de software". O próprio significado de engenharia já traz os conceitos de criação, construção, análise, desenvolvimento e manutenção.
A Engenharia de Software se concentra nos aspectos práticos da produção de um sistema de software, enquanto a ciência da computação estuda os fundamentos teóricos dos aspectos computacionais.
Os fundamentos científicos envolvem o uso de modelos abstratos e precisos que permitem ao engenheiro especificar, projetar, implementar e manter sistemas de software, avaliando e garantindo sua qualidade. Além disto, deve oferecer mecanismos para se planejar e gerenciar o processo de desenvolvimento. Empresas desenvolvedoras de software passaram a empregar esses conceitos sobretudo para orientar suas áreas de desenvolvimento, muitas delas organizadas sob a forma de Fábrica de Software.
A engenharia de sistemas é uma área ampla por tratar de aspectos de sistemas baseados em computadores, incluindo hardware e engenharia de processos para construção de software.
A Universidade Federal de Goiás foi pioneira no Brasil quando criou o curso de graduação em Engenharia de Software, hoje o curso ganha popularidade e já é adotado por outras universidades como Universidade Federal de Mato Grosso do Sul, Universidade de Brasilia, Universidade Tecnológica Federal do Paraná, Universidade Federal do Ceará, Universidade Federal do Amazonas, Universidade Federal do Pampa, Universidade Estadual de Ponta Grossa, PUC-Campinas, PUC-RS, Centro de Ensino Superior de Juiz de Fora, Universidade do Estado de Santa Catarina, Faculdade Damas da Instrução Cristã, entre outras.
Profissionais de engenharia de software e amadores diferem em suas abordagens para resolução de problemas. Os profissionais que são treinados e habilitados em engenharia de software, possuem uma variedade de modelos cognitivos e conhecimento que os habilitam a abordar problemas de maneira sistemática. Isso inclui:
- Conhecimento fundamental de software e práticas de engenharia de software.
- Princípios e leis básicas de Software.
- Algoritmos postos à prova.
- Conhecimento específico da situação problematizada.
- Experiência em resolução de problemas.
- Familiaridade com ferramentas e ambientes de programação.
- Habilidades fortes dos conceitos de programação em várias linguagens.

Além disso, os profissionais têm uma visão global e perspicaz sobre o desenvolvimento de sistemas, incluindo o entendimento das funcionalidades necessárias para tal, tratamento de exceções e estratégias de tolerância a falhas. 
Por outro lado, os programadores amadores possuem treinamento e atividades praticas limitadas e podem ser caracterizados por possuírem:
- Estrutura ad hoc dos conhecimentos de programação. (Estrutura de conhecimento de programação que não foi organizada de forma sistemática ou planejada para um propósito mais amplo.)
- Experiências e habilidades limitadas.
- Tendência em se buscar necessidades imediatas dos problemas que aparecerem ao invés de projetar a estruturação do sistema como um todo.
- Falta de uma visão global e sistemática.

Os princípios da Engenharia de Software constituem a base dos métodos, tecnologias, metodologias e ferramentas adotadas na prática e que norteiam a prática de desenvolvimento de soluções de software. Os princípios se aplicam ao processo e ao produto de software se tornando em prática de desenvolvimento de software através da adoção de métodos e técnicas. Geralmente, métodos e técnicas constituem uma metodologia, as quais, são apoiadas pela utilização de ferramentas
Os princípios-chave são:
- Rigor e Formalidade;
- Separação de Interesses;
- Modularidade;
  - Alta Coesão;
  - Baixo Acoplamento.
- Abstração;
- Antecipação a Mudanças;
- Generalidade;
- Incrementação;
- Requisitos de Software.

Considerando o Rigor e Formalidade, deve-se considerar que a engenharia de software é uma atividade criativa, mas que deve ser realizada de maneira sistemática; o Rigor é um complemento necessário a criatividade que visa aumentar a confiança dos desenvolvimentos de software. A Formalidade é o Rigor no seu nível mais elevado. Exemplos: Análise matemática (formal) da corretude do Programa, Análises sistemáticas de dados de testes, Documentação rigorosa dos passos de desenvolvimento e os passos de gerenciamento bem como a avaliação dos prazos de entrega.
A Separação de Interesses envolve dominar a complexidade, separando os problemas principais e concentrando-se em um de cada vez ( dividir e conquistar ) suporte a paralelização de atividades e separação das responsabilidades. Exemplo: Desenvolvimento por fases de maneira incremental ( como no processo Ágil ) fazendo a separação dos interesses por atividades e respeitando o tempo. Outro exemplo relacionado a um software relaciona-se a manter os requisitos de funcionalidade, performance e interface e usabilidade de usuário em separado.
A Modularidade considera que um sistema complexo pode ser divido em peças mais simples, chamadas de módulos. Um sistema composto pode módulos é chamado de modular. Se faz fundamental que o suporte a separação de interesses seja suportada, quando lidamos com um modulo em específico deve ser possível ignorar os detalhes dos outros módulos da solução. Cada modulo deve ter alto nível de coesão, sendo entendido como uma unidade significativa, os componentes de um modulo são fortemente relacionados entre si. O baixo acoplamento remete a baixa interação de um modulo com outros do sistema possibilitando que eles sejam compreendidos como unidades em separado.
A Abstração é um conceito que visa a identificação de aspectos importantes de um fenômeno, ignorando os seus detalhes. O tipo de abstração a ser aplicado depende do propósito. Por exemplo: Os botões de um relógio são a sua interface com o usuário, eles podem ser usados como uma abstração para o propósito interno de ajustar o horário, equações que descrevem um circuito (por exemplo, um amplificador) permitem a um designer pensar sobre amplificação de sinal. Uma abstração deve tornar possível pensar sobre um sistema através do raciocínio sobre os modelos. A abstração pode ser útil para realizar uma estimativa de custos de um projeto de software através de analise de similaridade com projetos passados.
A Antecipação a Mudanças é diretamente relacionada ao suporte a evolução de um software considerando na arquitetura do software aspectos relacionados ao processo de evolução e compatibilidade com mudanças futuras relacionadas ao domínio de aplicação do software.
A Generalidade é um principio que visa durante a resolução de um problema, descobrir se ele é uma instância de um problema mais geral, no qual a solução pode ser reutilizada em outros casos. O desafio da generalidade está no balanço entre custo e performance.
A Incrementação é relacionada a evolução de um software através de incrementos estruturados. Pode ser realizado através da entrega de subconjuntos de um sistema desde cedo, visando coletar o feedback dos usuários e adicionar funcionalidades de forma incremental. O processo incremental deve focar inicialmente na funcionalidade, para então, pensarmos na performance da solução, naturalmente o protótipo amadurecerá e se tornará um produto.
Segundo o SWEBOK (Corpo de Conhecimento da Engenharia de Software), versão 2004, as áreas de conhecimento da Engenharia de Software são:
- Requisitos de software
- Projeto de software
- Construção de software
- Teste de software
- Manutenção de software
- Gerência de configuração de software
- Gerência de engenharia de software
- Processos de Engenharia de Software
- Ferramentas e Métodos de Engenharia de Software
- Qualidade de software

Processo de software é uma expressão utilizada para se referir ao processo produtivo de sistemas baseados em rotinas computacionais. Tal processo engloba insumos, práticas, produtos e os próprios trabalhadores do setor de software. É tarefa da engenharia de software organizar isso tudo para atender tanto às demandas das partes que lhe subsidiam como também às demandas das partes que usam ou operam o software produzido. Isso significa que a referida engenharia pode ser aplicada na mesma organização que pretende usar ou operar o sistema a produzir, e também pode ser aplicada em uma organização distinta daquela que irá usar ou operar o sistema a produzir.
SEE e PSEE são os ambientes voltados ao desenvolvimento e manutenção de processos. O projeto ExPSEE é uma continuação dos estudos de processos, principalmente do ambiente PSEE.
Devido ao uso da palavra projeto em muitos contextos, por questões de clareza, há vezes em que se prefira usar o original em inglês design.

## Modelos de processo de software
Um modelo de processo de desenvolvimento de software, ou simplesmente modelo de processo, pode ser visto como uma representação, ou abstração dos objetos e atividades envolvidas no processo de software. Além disso, oferece uma forma mais abrangente e fácil de representar o gerenciamento de processo de software e consequentemente o progresso do projeto.
Exemplos de alguns modelos de processo de software;
- Modelo de ciclo de vida
- Sequencial ou Cascata (do inglês waterfall) - com fases distintas de especificação, projeto  e desenvolvimento.
- Desenvolvimento iterativo e incremental - desenvolvimento é iniciado com um subconjunto simples de Requisitos de Software e iterativamente alcança evoluções subsequentes das versões até o sistema todo estar implementado
- Evolucional ou Prototipação - especificação, projeto e desenvolvimento de protótipos.
- V-Model - Parecido com o modelo cascata, mas com uma organização melhor, que permite que se compare com outros modelos mais modernos. Principal ponto é que para cada etapa de um lado tem uma verificação do outro, criando um gráfico no formato da letra V com 2 cascatas.
- Espiral - evolução através de vários ciclos completos de especificação, projeto e desenvolvimento.
- Componentizado - reúso através de montagem de componentes já existentes.
- Formal - implementação a partir de modelo matemático formal.
- Ágil
- RAD
- Quarta geração.

## Modelos de maturidade
Os modelos de maturidade são um metamodelo de processo. Eles surgiram para avaliar a qualidade dos processos de software aplicados em uma organização (empresa ou instituição). O mais conhecido é o Capability Maturity Model Integration (CMMi), do Software Engineering Institute - SEI.
O CMMI pode ser organizado através de duas formas: Contínua e estagiada.
Pelo modelo estagiado, mais tradicional e mantendo compatibilidade com o CMM, uma organização pode ter sua maturidade medida em 5 níveis:
- Nível 1 - Inicial (Ad hoc): Ambiente instável. O sucesso depende da competência de funcionários e não no uso de processos estruturados;
- Nível 2 - Gerenciado: Capacidade de repetir sucessos anteriores pelo acompanhamento de custos, cronogramas e funcionalidades;
- Nível 3 - Definido: O processo de desenvolvimento de software é bem definido, documentado e padronizado a nível organizacional;
- Nível 4 - Gerenciado quantitativamente: Realiza uma gerência quantitativa do processo de software e do produto por meio de métricas adequadas;
- Nível 5 - Em otimização: Usa a informação quantitativa para melhorar continuamente e gerenciar o processo de desenvolvimento. Até março/2012, no Brasil, há somente 13 empresas neste nível.[8]

O (MPS.BR),  ou Melhoria de Processos do Software Brasileiro, é simultaneamente um movimento para a melhoria e um modelo de qualidade de processo voltada para a realidade do mercado de pequenas e médias empresas de desenvolvimento de software no Brasil. O MPS.BR contempla 7 níveis de maturidade, de A a G, sendo a primeira o mais maduro. Até agosto/2012, no Brasil, há somente 2 empresas neste nível.
O termo metodologia é bastante controverso nas ciências em geral e na Engenharia de Software em particular. Muitos autores parecem tratar metodologia e método como sinônimos, porém seria mais adequado dizer que uma metodologia envolve princípios filosóficos que guiam uma gama de métodos que utilizam ferramentas e práticas diferenciadas para realizar algo.
Assim teríamos, por exemplo, a Metodologia Estruturada, na qual existem vários métodos, como Análise Estruturada e Projeto Estruturado (muitas vezes denominados SA/SD, e Análise Essencial).
Dessa forma, tanto a Análise Estruturada quanto a Análise Essencial utilizam a ferramenta Diagrama de Fluxos de Dados para modelar o funcionamento do sistema.
Segue abaixo as principais Metodologias e Métodos correspondentes no desenvolvimento de software:
- Metodologia Estruturada
  - Análise Estruturada
  - Projeto Estruturado
  - Programação Estruturada
  - Análise Essencial
  - SADT
  - DFD - Diagrama de Fluxo de Dados
  - MER - Modelo de Entidades e Relacionamentos
- Metodologia Orientada a Objetos
  - Orientação a Objetos
  - Rational Unified Process ( RUP )
- Desenvolvimento ágil de software
  - Feature Driven Development ( FDD )
  - Enterprise Unified Process (EUP)
  - Scrum (Scrum)
  - Crystal (Crystal Clear, Crystal Orange, Crystal Orange Web)
  - Programação extrema ( XP )
- Outras Metodologias
  - Microsoft Solution Framework ( MSF )

## Modelagem
A abstração do sistema de software através de modelos que o descrevem é um poderoso instrumento para o entendimento e comunicação do produto final que será desenvolvido.
A maior dificuldade nesta atividade está no equilíbrio (tradeoff) entre simplicidade (favorecendo a comunicação) e a complexidade (favorecendo a precisão) do modelo.
Para a modelagem podemos citar 3 métodos:
- Análise estruturada, criada por Gane & Searson;
- Análise Essencial, criada por Palmer & McMenamin e Ed. Yourdon;
- UML, criada por Grady Booch, Ivar Jacobson & Jaimes Rumbaugh. É hoje o método mais comum para o paradigma orientado a objetos.

A engenharia de software aborda uma série de práticas e tecnologias, principalmente estudadas pela ciência da computação, enfocando seu impacto na produtividade e qualidade de software.
Destacam-se o estudo de linguagem de programação, banco de dados e paradigmas de programação, como:
- Programação estruturada
- Programação funcional
- Programação orientada a objetos
- Componentes de Software
- Programação orientada a aspecto

## Ferramenta
Outro ponto importante é o uso de ferramentas CASE (do inglês Computer-Aided Software Engineering). Essa classificação abrange toda ferramenta baseada em computadores que auxiliam atividades de engenharia de software, desde a análise de requisitos e modelagem até programação e testes.
Os ambientes de desenvolvimento integrado (IDEs) têm maior destaque e suportam, entre outras coisas:
- Editor
- Debug
- Geração de código
- Modelagem
- Deploy
- Testes não automatizados
- Testes automatizados
- Refatoração (Refactoring)
- Gestão de Riscos nos projectos de Software
- Uso da Prototipagem na Eng. de Requisitos

A gerência de projetos se preocupa em entregar o sistema de software no prazo e de acordo com os requisitos estabelecidos, levando em conta sempre as limitações de orçamento e tempo.
A gerência de projetos de software se caracteriza por tratar sobre um produto intangível, muito flexível e com processo de desenvolvimento com baixa padronização.

## Planejamento
O planejamento de um projeto de desenvolvimento de software inclui:
- Análise Econômica de Sistemas de Informações;
- organização do projeto (incluindo equipes e responsabilidades);
- estruturação das tarefas (do inglês WBS - work breakdown structure);
- cronograma do projeto (do inglês project schedule);
- análise e gestão de risco;
- estimativa de custos.

Essas atividades sofrem com dificuldades típicas de desenvolvimento de software. A produtividade não é linear em relação ao tamanho da equipe e o aumento de produtividade não é imediato devido aos custos de aprendizado de novos membros. A diminuição de qualidade para acelerar o desenvolvimento constantemente prejudica futuramente a produtividade.
A estimativa de dificuldades e custos de desenvolvimentos são muito difíceis, além do surgimento de problemas técnicos. Esses fatores requerem uma análise de riscos cuidadosa.
Além da própria identificação dos riscos, há que ter em conta a sua gestão. Seja evitando, seja resolvendo, os riscos necessitam ser identificados (estimando o seu impacto) e devem ser criados planos para resolução de problemas.

## Análise de requisitos
As atividades de análise concentram-se na identificação, especificação e descrição dos requisitos do sistema de software. De acordo com a ISO/IEC/IEEE 24765 requisito é:
(1) condição ou capacidade necessária por um usuário para resolver um problema ou alcançar um objetivo;
(2) condição ou capacidade que deve ser atingida ou possuída por um sistema ou componente de um sistema para satisfazer um contrato, padrão, especificação ou outro documento formalmente imposto;
(3) representação documentada de uma condição ou capacidade como em (1) ou (2);
(4) condição ou capacidade que deve ser alcançada ou possuída por um sistema, produto, serviço, resultado ou componente para satisfazer um contrato, padrão, especificação ou outro documento formalmente imposto. Requisitos incluem as necessidades quantificadas e documentadas, desejos e expectativas do patrocinador, clientes e outras partes
interessadas.
Há várias classificações sobre requisitos, o PMBOK e o BABOK utilizam a seguinte classificação hierárquica:
- Requisitos de negócio
- Requisitos das partes interessadas
- Requisitos da solução
- Requisitos da transição
- Tanto requisitos da solução como da transição se subdividem em: Requisitos funcionais e não funcionais

É comum que o cliente não saiba o que ele realmente deseja, que haja problemas na comunicação e ainda que haja mudança constante de requisitos. Todos esses fatores são recrudescidos pela intangibilidade sobre características de sistemas de software, principalmente sobre o custo de cada requisito.
- Estudo de Viabilidade (Levantamento de Requisitos)

A Engenharia de requisitos é um processo que envolve todas as atividades exigidas para criar e manter o documento de requisitos de sistema (SOMMERVILLE). Segundo RUMBAUGH, alguns analistas consideram a Engenharia de requisitos como um processo de aplicação de uma metodologia estruturada combinada com a metodologia orientada a objetos. No entanto, a Engenharia de requisitos possui muito mais aspectos do que os que estão abordados por esses métodos.
Abaixo um pequeno Processo de Engenharia de Requisitos (SOMMERVILLE):
Estudo da viabilidade → "Relatório de Viabilidade"
Obtenção e Análise de Requisitos → "Modelos de Sistema"
Especificação de Requisitos → "Requisitos de Usuário e de Sistema"
Validação de Requisitos → "Documento de Requisitos"
O primeiro processo a ser realizado num Sistema novo é o Estudo de Viabilidade. Os resultados deste processo devem ser um relatório com as recomendações da viabilidade técnica ou não da continuidade no desenvolvimento do Sistema proposto. Basicamente um estudo de viabilidade, embora seja normalmente rápido, deverá abordar fundamentalmente as seguintes questões:
- O Sistema proposto contribui para os objetivos gerais da organização?
- O Sistema poderá ser implementado com as tecnologias dominadas pela equipe dentro das restrições de custo e de prazo? Ou precisa de treinamentos adicionais?
- O Sistema pode ser integrado, e é compatível com os outros sistemas já em operação?

## Gestão
Existem cinco tipos de gestão: pessoal, produto, processo, projeto e material.
Atualmente existe um destaque todo especial para a Engenharia de Software na Web. É o processo usado para criar WebApps (aplicações baseadas na Web) de alta qualidade. Embora os princípios básicos da WebE sejam muito próximos da Engenharia de Software clássica, existem peculiaridades específicas e próprias.
Com o advento do B2B (e-business) e do B2C (e-commerce), e ainda mais com aplicações para a Web 2.0, maior importância ficou sendo esse tipo de engenharia. Normalmente adotam no desenvolvimento a arquitetura MVC (Model-View-Controller).
Outra área de tendência em Engenharia de Software trata da aplicação de técnicas otimização matemática para a resolução de diversos problemas da área. A área, denominada Search-based software engineering, ou Otimização em engenharia de software em Português, apresenta vários resultados interessantes. Para mais detalhes em Português, ver texto com aplicações da otimização em engenharia de software.
O Brasil atualmente conta com diversos cursos de nível superior em Engenharia de Software nas seguintes instituições reconhecidas pelo MEC: UnB, UFMS, UFRN, Universidade do Estado de Santa Catarina, Universidade Federal do Ceará, Universidade Federal de Goiás, Universidade de Rio Verde, Unipampa, UniCesumar, UTFPR, PUC-PR e PUCRS
Eventos acadêmicos também mostram tópicos interessantes sobre futuras tendências de engenharia de software. O Brasil em 2013 sedia grandes eventos de engenharia como a Conferência Internacional de Engenharia de Requisitos e a Escola Latino Americana de Engenharia de Software.
- MAGELA, Rogerio. Engenharia de Software Aplicada: Princípios  (volume 1). Alta Books. 2006.
- MAGELA, Rogerio. Engenharia de Software Aplicada: Fundamentos (volume 2). Alta Books. 2006.
- MOLINARI, Leonardo (2007). Gerência de Configuração - Técnicas e Práticas no Desenvolvimento do Software. Florianópolis: Visual Books. 85-7502-210-5
- NEYMALA, Roger. Software Engineering: A Practitioner's Approach, 6ª edição, Mc Graw Hill, 2005.
- ANÁLISE ECONÔMICA DE SISTEMAS DE INFORMAÇÕES.(ISBN 978-85-909374-7-0) Editora Ixtlan. Autor : Sergio Kaminski. Comentário: Mostra todas as etapas de desenvolvimento do software, relacionando ao lucro,receita e custo.
- Livro: Reengenharia de Software, Técnicas de Manutenção de Programas e Sistemas, Autor: Girish Parikh, 1990, Livros Técnicos e Científicos Editora, ISBN 85-216-0725-3
- PRESSMAN, Roger. Engenharia de Software - 8ª Edição. São Paulo: McGraw-Hill, 2016.
- MARTIN, Robert C. Arquitetura Limpa: O guia do artesão para estrutura e design de software. Alta Books, 2019.
- VALENTE, Marco Tulio. Engenharia de Software Moderna: Princípios e Práticas para Desenvolvimento de Software com Produtividade. 2019.

- Engenharia informática
- Ciência da Computação
- Desenvolvimento de software
- Qualidade de software
- Teste de Software
- Arquitetura de dados
- SWEBOK
- Análise econômica de sistemas de informações
- Matriz CRUD
- Otimização em engenharia de software
- Praxis - Processo de desenvolvimento de software com enfoque educacional